# Stump Evans
Pour les articles homonymes, voir Evans.
Paul "Stump" Evans (18 octobre 1904 - 29 août 1928) est un des premiers saxophonistes de jazz américains.
Coleman Hawkins, qui était plus jeune que lui d'un mois, le considérait comme l'une de ses influences, mais il n'a pas été retenu par l'Histoire,.

## Biographie
Paul Anderson Evans naît le 18 octobre 1904 à Lawrence, dans le Kansas aux États-Unis, d'un père musicien, Clarence Evans,.
Atteint de la tuberculose,, il meurt le 29 août 1928, à Douglas au Kansas, à l'âge de 24 ans seulement,.

## Carrière
Evans reçoit d'abord des leçons de cor alto de son père, le joueur de cor Clarence Evans. 
Il passe ensuite au trombone, joue dans le groupe du lycée de Lawrence, passe au saxophone alto puis, jazzman virtuose, se fait rapidement connaître comme l'un des meilleurs saxophonistes baryton.
Il part ensuite à Chicago où il joue dans le Vendome Orchestra d'Erskine Tate aux côtés de Louis Armstrong et de Ruben Reeves, dans l'Original Creole Orchestra de King Oliver,, avec Jimmy Wade ainsi que dans l'orchestre de Carroll Dickerson au Sunset Cafe, à nouveau avec Armstrong et avec Earl Hines.
Evans a participé aux enregistrements d'Oliver, Dickerson, Jelly Roll Morton, Lil Hardin Armstrong et Jimmy Blythe.
Pendant un temps, il a été directeur musical du Moulin Rouge Club.
Ayant contracté la tuberculose alors qu'il jouait avec Tate, il retourne au Kansas où il meurt âgé de 24 ans à peine,.

## Instruments
Saxophoniste virtuose des années 1920, il a joué du saxophone baryton à Chicago en tant que membre du Creole Jazz Band dirigé par King Oliver et des Dixie Syncopators.
Il a joué du saxophone ténor en ut ou C-mélody lorsqu'il accompagnait la chanteuse Priscilla Stewart. Earl Hines a dit de lui « Stumpy Evans jouait d'un beau ténor ».
Avec Oliver, il a joué du saxophone soprano, puis du saxophone alto avec les Red Hot Peppers dirigés par Jelly Roll Morton.